# Petit four

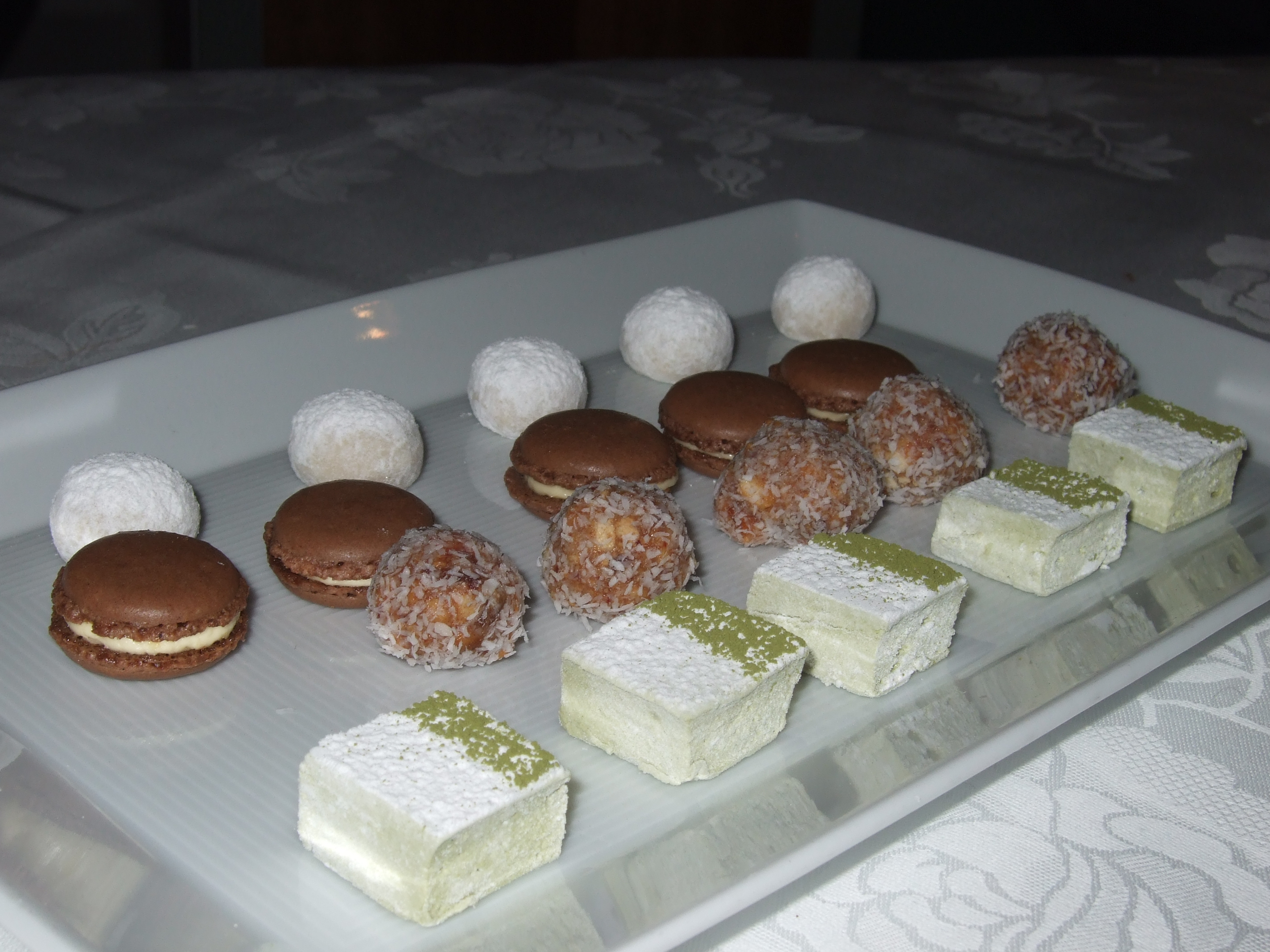
Assortiment de petits fours sucrés.

Un petit four est une pâtisserie fine de petite taille, sucrée – tel que feuilleté, biscuit, meringue ou macaron – ou salée – tel que feuilleté au fromage, petite pizza ou quiche. Les petits fours sont très prisés au petit déjeuner.

## Historique

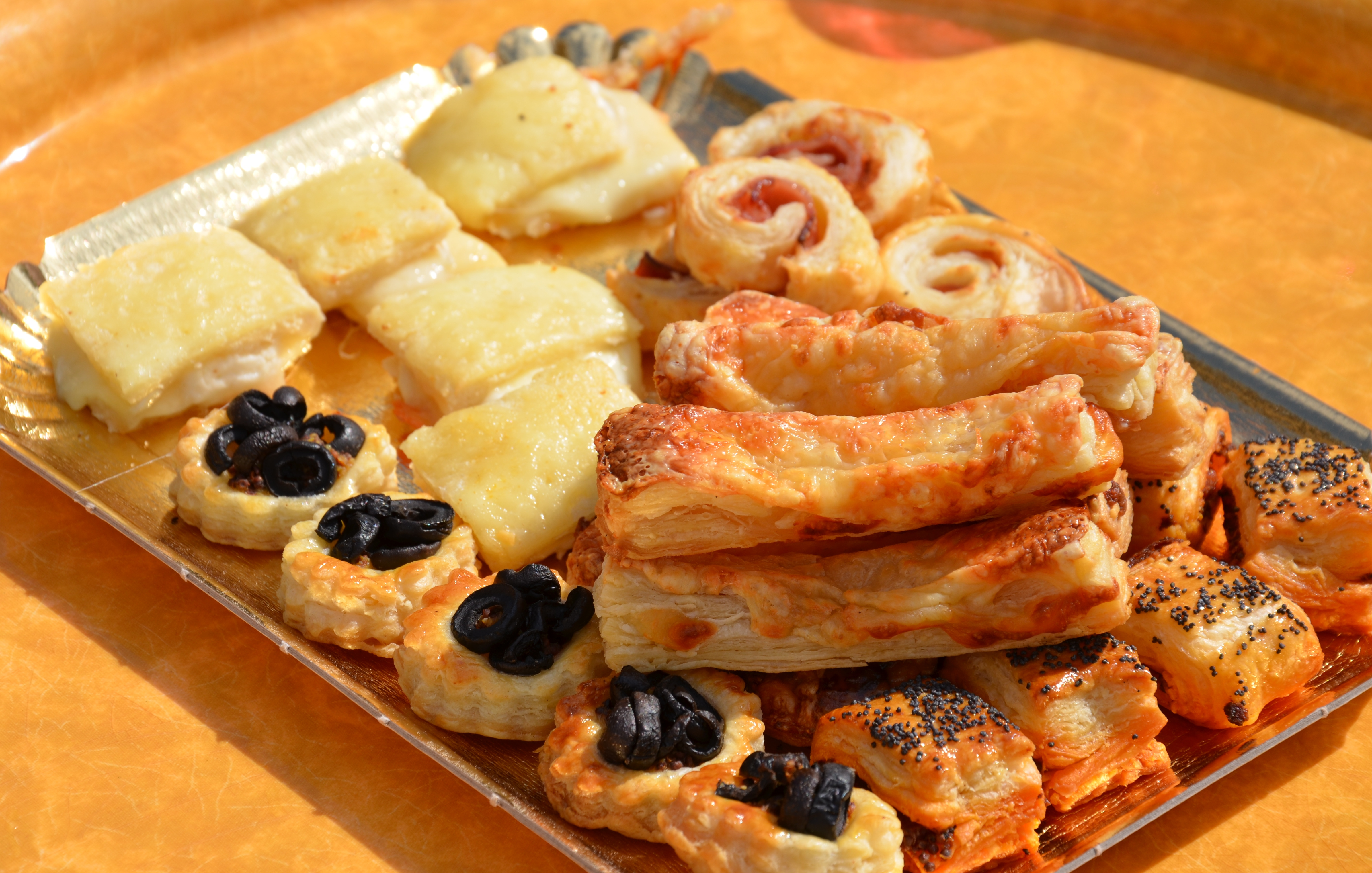
Assortiment de petits fours salés (servis chauds).

Le terme provient de l’usage des pâtissiers d’utiliser la chaleur résiduelle des fours après cuisson pour cuire des pâtisseries plus petites. Comme les pâtes où le sucre constitue la base principale elles sont beaucoup plus délicates que celles préparées pour les autres pâtisseries ; leur dénomination vient de ce que, exigeant une chaleur beaucoup plus douce, elles doivent être cuites « à petit four », ce nom comprenant tout ce qui ne nécessite qu’un four doux ou modérément chauffé. Cette particularité a donné naissance à la profession nouvelle de « pâtissier de petit four », intermédiaire entre le pâtissier proprement dit et le confiseur.

## Usage
Souvent considéré comme un mets de luxe, le petit four, sucré comme salé, est de mise dans les cocktails, réceptions et apéritifs dînatoires. Il était traditionnellement servi soit à la fin d’un repas, soit au cours d’une matinée, d’une soirée, etc.

## Types

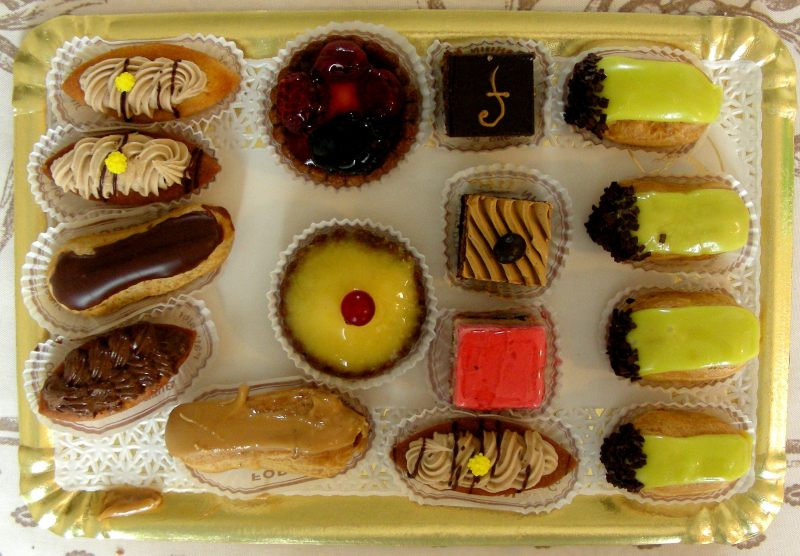
Assortiment de mignardises.

Le petit four se décline en plusieurs variétés :
- frais, réductions en taille de pâtisserie classique ;
- glacé, petits gâteaux recouverts de fondant, glacés ou décorés ;
- salé, différentes variétés de préparations farces purées ou hachis entourés de pâte ;
- moelleux variétés à humidité intermédiaire (ni frais ni secs) ;
- sec, petits biscuits, meringues, macarons et feuilletés.

Le petit four salé est aussi appelé « bouchée » ou "savorys" Escoffier Guide Culinaire 1903. Par extension, la version miniature de desserts tels qu’éclairs, mousses ou tartelettes est parfois rangée dans la famille des petits fours sous le nom de mignardise, diminués, ou réductions. Dans une pâtisserie française, sont appelés petits fours les biscuits secs au beurre.
Le premier livre dédié uniquement aux petits-fours Manuel du Petit-Four par Antoine Gross en 1832
M. Cardelli écrit, en 1842, que « ce que l’on confectionne sous le nom de petit four est immense » et que « les macarons, les biscuits et les meringues suffiraient dans leurs subdivisions seulement pour former un véritable labyrinthe de friandises. » Il fait entrer, dans sa définition du petit four à son époque : les biscuits de Berlin, les biscuits bombés, les biscuits au chocolat, les biscuits communs, les biscuits à la cuillère, les biscuits glacés au beurre, les biscuits aux meringues, les biscuits au rhum et les biscuits soufflés ; les bouchées-de-dame au chocolat, au citron, à la fleur d’oranger, à la groseille ; les boules de neige soufflées, les bourriches à l’abricot ; les casse-museau de Genève, les caisses au café, au rhum, à la vanille, les caisses soufflées à la vanille ; les champignons au chocolat, les croissants blancs crémeux, les cœurs à la noisette glacés, les croquantes bombées, à la vanille, les croquets de Bordeaux, à la pistache, soufflés ; les gâteaux de Milan, du Kerletz, de Baie ; les macarons au chocolat, légers, mous, les marrons grillés, les massepains coquinelle, aux noisettes, au café, à la vanille, les muscadines au café, au chocolat, à la vanille ; les noix aux amandes ; les olives à la pistache ; les palais-de-dame au beurre, à la vanille ; les petits pains aux amandes, aux noisettes, aux pistaches, la patience à la fleur d’oranger, les pommes de terre au café ; les rochers soufflés, à la vanille, à la rose, à la crème ; les tartelettes à la crème, au rhum, à la vanille, les triangles au citron.
Il ajoute qu’autrefois le petit four comprenait : les bombes ; les génoises ; les manqués ; les choux grillés, glacés ; les canapés ; les marrons ; les pains de Cythère ; les profiteroles au chocolat ; les puits d’amour ; les cannelons ; les darioles ; les biscottes ; les côtelettes panées ; les côtelettes de pommes ; les pains à la duchesse ; les gaufres de toute espèce ; les tartelettes meringuées, aux pistaches, à l’anglaise, aux poires ; les dents de loups ; les feuillantines ; les gimblettes aux pistaches, les vols-au-vent printaniers à la Chantilly ; les passeroles ; les croquignoles suisses ; les macarons soufflés, pralinés, seringués ; les tourons d’amandes douces ; les biscuits à la cuillère ; les massepains à la royale ; les petits fours à la rose, au chocolat, à la fleur d’oranger, à la vanille, au citron, au café ; les petites caisses à la fleur d’oranger, etc.
Quant à la forme, il précise que dans son infinie variété, le petit four pouvait être natté, au miroir, à filets, à l’Artois, praliné, soufflé, feuilleté, grillé, en salière, à la fleur d’oranger, meringué, garni ou non garni.